# ده‌بیلت
ده‌بیلت (به هلندی: De Bilt) یک شهرستان در هلند است که در استان اوترخت واقع شده‌است. ده‌بیلت ۴ متر بالاتر از سطح دریا واقع شده‌است.

## خواهرخوانده
شهر کسفلد خواهرخواندهٔ ده‌بیلت هست.